# Aurelia cruciata
Aurelia cruciata is een schijfkwal uit de familie Ulmaridae. De kwal komt uit het geslacht Aurelia.